# Kyjský mlýn
Kyjský mlýn je vodní mlýn v Praze 9-Kyjích, který stojí na potoce Rokytka pod hrází Kyjského rybníka.

## Historie
Ve 14. století založil první pražský arcibiskup Arnošt z Pardubic v Kyjích rybník, který sloužil jako zásobárna vody pro vodní mlýn situovaný v prostoru pod hrází. Na přelomu 19. a 20. století jej vlastnil továrník Bedřich Frey rytíř z Freyenfelsu (1835–1901), majitel vysočanského cukrovaru a mlékárny. Po znárodnění roku 1945 se dostal pod správu národních správců.

## Popis
Klasicistní, zděný, jednopatrový mlýn měl původně mlýnici i dům pod jednou střechou, ale dispozičně oddělené.
Mlýn měl vodní kolo na vrchní vodu. Voda do něj původně procházela pod hrází rybníka klenutým zděným kanálem přecházejícím v otevřenou strouhu o šířce 145 cm. Před vantroky se nacházelo stavidlo o rozměrech 145 x 96 cm, z vantrok pak vedl vodovod do stájí. Podle vodní knihy měl původně jedno vodní kolo na horní vodu o průměru 330 cm a šířce 173 cm. V roce 1930 získal Francisovu turbínu se spádem 4,3 metru a výkonem 17,3 HP.
Přívod vody byl zrušen při rekonstrukcích rybniční hráze. Z technologie se nic nedochovalo, mlýn je bez mlýnice a přestavěn na rodinný domek a na místě hospodářských budov stojí výšková novostavba.